# ГЕС Резерфорд-Крік
ГЕС Rutherford Creek — гідроелектростанція на південному заході Канади у провінції Британська Колумбія. Використовує ресурс із Rutherford Creek, лівої притоки Грін-Рівер, котра в свою чергу є правою притокою річки Lillooet (носить у нижній течії назву Гаррісон та впадає праворуч до Фрейзер, яка має устя на узбережжі протоки Джорджія на південній околиці Ванкувера).
В межах проекту Rutherford Creek перекрили водозабірною греблею, котра включає бетонну частину висотою 2 метри та надувний гумовий елемент висотою 3 метри, за допомогою якого відбувається регулювання перепуску води у природне русло. Від греблі ресурс транспортується по підземному водоводу довжиною 9 км, який включає як сталеву трубу, так і ділянку довжиною 3 км з діаметром 3 метри, виконану із поліетилену високої щільності.
Основне обладнання станції становлять дві турбіни типу Пелтон загальною потужністю 49,9 МВт, які при напорі в 379 метрів повинні забезпечувати виробництво 180 млн кВт-год електроенергії на рік.
Відпрацьована вода повертається назад до Rutherford Creek за 0,5 км від устя.
Видача продукції відбувається по ЛЕП, розрахованій на роботу під напругою 230 кВ.
Станція може працювати в режимі дистанційного керування.